# Tarenna ogoouensis
Tarenna ogoouensis är en måreväxtart som beskrevs av J. Degreef. Tarenna ogoouensis ingår i släktet Tarenna och familjen måreväxter.
Artens utbredningsområde är Gabon. Inga underarter finns listade i Catalogue of Life.